# Political Leadership
Political Leadership (engl. „politische Führung“) ist ein normativer Begriff, der im Wesentlichen eine besondere Form der politischen Führung beschreibt und nicht nur vordergründig das Gewinnen von Wahlen bedeutet. 

## Ursprung
Historisch auf James MacGregor Burns (1978, leadership) zurückgehend ist den wichtigsten Autoren aus dem angloamerikanischen Raum (Robert Elgie, Howard James Elcock oder Kenneth Ruscio) ein Qualitätsanspruch, der auch ethische Komponenten und eine konstruktive Beziehung zwischen politischer Führung und der Wählerschaft beinhaltet, gemeinsam. Ebenfalls vergleichbar sind  diesbezüglich die politischen Kulturen in den USA wie auch in Großbritannien, die schon institutionell individuelle Führungspersönlichkeiten favorisieren.
Wiewohl totalitäre Regimes explizit nicht unter Political Leadership zu verstehen sind, gab es bis zur Jahrtausendwende im deutschsprachigen Raum aufgrund der desaströsen Erfahrungen mit dem Dritten Reich lange Zeit Berührungsängste. Diese sind mittlerweile kaum mehr existent, dennoch ist das Problem im Wording noch immer sichtbar: In der Unübersetzbarkeit von Political Leadership ins Deutsche, das eben nicht mit Führerprinzip verglichen werden kann. 

Auf wissenschaftlicher Ebene ist die Skepsis gegenüber Political Leadership in Deutschland und Österreich durchaus noch merkbar, wenn Pelinka meint: 

„‚Political leadership‘ sollte/darf sich hingegen nicht vollständig von den Wünschen und Zielen der politisch Geführten abkoppeln. Der Begriff zeigt somit ein potenzielles Spannungsverhältnis der Führung durch Einzelne und der wortwörtlichen Auffassung von Demokratie als ‚Volksherrschaft‘ an.“

Eine konstruktive Definition gibt es hingegen im deutschsprachigen Raum erst in Ansätzen, wie etwa jene vorläufige Version der Sektion Political Leadership der ÖGPW (Österreichische Gesellschaft für Politikwissenschaft) aus 2009:

„Basierend auf dem jeweiligen politischen Kontext meint Political Leadership das Wollen und die Fähigkeit einer Person oder Gruppe gesellschaftliche Prozesse nachhaltig zu gestalten, wobei gilt: Einhaltung der Menschenrechte, Allgemeinwohl vor Eigennutz und Einbindung der Beteiligten vor Alleingängen.“

## Personalisierung der Politik
Generell ist das gestiegene  öffentliche Interesse an Political Leadership im Zusammenhang mit dem Phänomen der Personalisierung von Politik zu verstehen. Es beruht einerseits auf der Politikvermittlung in den (elektronischen) Massenmedien und spiegelt andererseits eine wachsende Politikmüdigkeit und -unzufriedenheit der Bürger in den westlichen Demokratien wider. Zunehmende Unübersichtlichkeit, ja Komplexität der Politik durch ökonomische und kulturelle Globalisierung sowie die Internationalisierung politischer Gemeinwesen (z. B. EU) schaffen das Bedürfnis nach Verortung politischer Macht in konkreten, amtierenden politischen Persönlichkeiten. Gleichzeitig signalisiert diese Unzufriedenheit eine Flexibilität, die vielfach nahtlos in den Wunsch nach aktiver Politikgestaltung beim Bürger übergeht. Aus diesem Grund drängt sich in der Politikwissenschaft vermehrt die Frage der Erforschung von Political Leadership in zivilgesellschaftlichen Institutionen (NGOs), von kollektiver anstelle von individueller Political Leadership. 
Im allgemeinen Sprachgebrauch wie auch in jenem der Massenmedien scheint der Begriff – bisweilen unkritisch – positiv besetzt zu sein: er signalisiert Führungsstärke, also den Willen zur Macht gepaart mit Entscheidungsfreudigkeit und Durchsetzungsfähigkeit. Political Leadership kontrastiert damit im allgemeinen Verständnis populäre Kritiken an der „abgehobenen“, am eigenen Vorteil orientierten Politikerkaste ebenso wie den Vorbehalt gegenüber „gnadenlosen“ Populisten. Es orientiert sich somit am hehren Anspruch einer Versöhnung eines demokratiepolitischen Zielkonflikts: Repräsentation von Bürgerinteressen bei gleichzeitiger Einsicht und Mobilisierung in unangenehme Entscheidungen (z. B. Einsparungen im Bundeshaushalt).
Verortung in den Wissenschaften: Wiederentdeckung in den 1970er Jahren, ausgehend von den USA (siehe Watergate, Vietnam, gesellschaftliche Umbrüche, Wirtschaftskrise) Konzepte von Political Leadership weisen eine gemeinsame Schnittmenge mit Fragestellungen in wissenschaftlichen Nachbardisziplinen auf. Hierunter zählen insbesondere die Geschichtswissenschaft (Burkhardt), Soziologie (Organisationssoziologie), Psychologie und die Managementliteratur. Verweis auf Webers Charisma.